# Io non ci sto (Rats)
Io non ci sto è un singolo dei Rats pubblicato nel 1995, primo ed unico estratto dall'album La vertigine del mondo.

## Tracce
1. Io non ci sto – 4:37